# Søndersø Sogn
Søndersø Sogn ist eine Kirchspielsgemeinde (dän.: Sogn)
auf der Insel Fyn (dt.: Fünen)
im südlichen Dänemark. Bis 1970 gehörte sie zur Harde Skovby Herred im damaligen Odense Amt, danach zur Søndersø Kommune im Fyns Amt, die im Zuge der Kommunalreform zum 1. Januar 2007 in der Nordfyns Kommune in der Region Syddanmark aufgegangen ist.
Im Kirchspiel leben 3708 Einwohner, davon 3291 im Kirchdorf Søndersø (Stand: 1. Januar 2023). Im Kirchspiel liegt die Kirche „Søndersø Kirke“.
Nachbargemeinden sind im Südwesten Vigerslev Sogn, im Nordwesten Særslev Sogn, im Nordosten Særslev Sogn und im Osten Lunde Sogn, ferner in der südöstlich benachbarten Odense Kommune Allesø Sogn und Næsbyhoved-Broby Sogn.